# Dámaso Alonso
Dámaso Alonso (22. října 1898 Madrid, Španělsko – 24. ledna 1990 Madrid), celým jménem Dámaso Alonso y Fernández de las Redondas byl španělský básník, literární kritik, překladatel, literární vědec a ředitel řady institucí.

## Život
Dámaso Alonso se narodil 22. října 1898 v Madridu, kde později v roce 1921 vystudoval filozofii, literaturu a právo. V témže roce publikoval svoji první básnickou sbírku nazvanou Poemas puros, poemillas de la ciudad. Vyučoval na řadě evropských i amerických univerzit; ve Španělsku pak na Universidad de Valencia a Universidad Complutense de Madrid. Byl přítelem řady spisovatelů Generace 27 a jako literární vědec se zabýval barokní poesií, zejména dílem španělského básníka a dramatika 17. století Luise de Góngory y Argote. V letech 1968–1982 byl prezidentem španělské akademie (Real Academia Española). K významnějším básnickým dílům patří Poemas puros, Poemillas de la ciudad; El viento y el verso, Hijos de la ira, Hombre y Dios, Gozos de la vista a Duda y amor sobre el Ser Supremo. Již v roce 1927 dostal Národní cenu za literaturu a později v letech 1943 cenu Fastenrath a v roce 1978 Cervantesovu cenu. Umírá 24. ledna 1990 v Madridu.

## Vyznamenání
- velkodůstojník Řádu prince Jindřicha – Portugalsko, 6. června 1968[4]
- velkokříž Řádu svatého Jakuba od meče – Portugalsko, 10. července 1970[4]
- velkokříž Řádu Alfonse X. Moudrého – Španělsko, 1977[5]